# Hotdogy mého mládí
Hotdogy mého mládí (v anglickém originále Fatzcarraldo) jsou 14. díl 28. řady (celkem 610.) amerického animovaného seriálu Simpsonovi. Scénář napsal Michael Price a díl režíroval Mark Kirkland. V USA měl premiéru dne 12. února 2017 na stanici Fox Broadcasting Company a v Česku byl poprvé vysílán 2. září 2017 na stanici Prima Cool.
Tento díl byl věnována památce animátora Sooana Kima.

## Děj
Poté, co Homer vyhraje soutěž v počítání knoflíků a je mu dovoleno odejít z práce, jde domů a chce svůj „super den“ oslavit s Marge. Jakmile dorazí domů, zděšeně zjistí, že u nich jsou Patty a Selma. Sestry Bouvierovy přimějí rodinu, aby navštívila 38. udílení cen dopravního inspektorátu. Homer po chvíli rozzuřeně z udílení cen odjíždí a nechá zde svou rodinu. Zajede si do Krusty Burgeru, kde ale radikálně změnili jídelní lístek za „zdravě znějící potraviny a nápoje“. Homer jede po městě a vidí, že ostatní restaurace udělaly totéž. V Málo známém okrsku narazí na Vagon hotdogů, kde stále prodávají nezdravá jídla.
Druhý den o tom Homer řekne své rodině. Děda Abe vypráví, že když byl Homer malý, vodili ho tam. Patty a Selma byly vyhozeny z dopravního inspektorátu, protože za udílení cen utratily hodně peněz, takže budou nějakou dobu žít u Simpsonových. Homer se vrátí do Vagonu hotdogů a zeptá se majitele, jestli si ho pamatuje, ten však tvrdí, že ne, což Homera nepotěší. Mezitím se na Springfieldské základní škole koná schůze rozhlasové stanice čtvrťáků z důvodu nízké poslechovosti.
Homer pomůže Vagon hotdogů zpopularizovat, a kvůli tomu Krusty Burger ztrácí zákazníky. Když Líza uvádí rozhovor z poškoly, ředitel Skinner rozhlasovou stanici zruší kvůli nedostatku financí. Líza je kvůli tomu smutná, a tak ji Homer vezme do Vagonu hotdogů, aby ji rozveselil. Když tam dorazí, Homer se dozví, že mají zavřeno a že je odkoupil Krusty. Homer proti tomu protestuje – přiváže si Vagon ke svému autu a odjede. Dostane se do televizních zpráv, díky čemuž se o této události dozvědí tlouštíci, kteří se postaví na Homerovu stranu. Tlouštíci mu pomohou, ale když o tom Krusty řekne maskotům restaurací, postaví se proti nim. Homer se rozhodne rozjet s Vagonem hotdogů z kopce směrem na maskoty, Vagon spolu s Homerem však sjede z mostu a visí na řetězu. Bývalý majitel Vagonu hotdogů se k Homerovi vrátí, zachrání ho a prozradí, že si ho přece jen pamatuje. Řetěz se zanedlouho utrhne a výbuch Vagonu uvolní do vzduchu omamnou vůni hotdogů. Rodina si pro Homera přijede a podle Barta se z Homera stal hrdina. Nakonec jej šerif Wiggum nechá odjet, místo aby ho zatkl. 

## Přijetí

### Sledovanost
Hotdogy mého mládí dosáhly ratingu 1,0 a sledovalo jej 2,40 milionu lidí, čímž se staly nejsledovanějším pořadem toho večera na stanici Fox Broadcasting Company.

### Kritika
Dennis Perkins, kritik The A.V. Clubu, dal epizodě známku C+ a uvedl: „Epizoda, za kterou stojí Michael Price, míří na srdce, ale chybí jí soustředění, aby ho zasáhla. Homer, záhadně přitahovaný k Vagonu hotdogů v Málo známém okrsku, se sblíží s nevrlým 97letým majitelem z důvodů, na které si nedokáže vzpomenout. Přinejmenším do chvíle, než děda Homerovi připomene, že mu majitel v mládí dal zdarma chilli hotdogy a říkal mu Buřtík, když mladý Homer přečkával bezvýsledné pokusy Abea a Mony zachránit své manželství v nedaleké poradně.“
Tony Sokol z webu Den of Geek ohodnotil díl 4,5 hvězdičkami z 5 a uvedl: „Je nabitý skvělými hláškami a postřehovými gagy… Toto je to, o čem by Simpsonovi měli být. (…) Prosté zavření stánku s hotdogy je příležitostí k poslednímu vzdoru, a to kanibalsky komickým způsobem.“